# Robbie Williams
Robert Peter Williams (Stoke-on-Trent, Inglaterra, 13 de febrero de 1974), más conocido como Robbie Williams, es un cantante de pop rock, compositor, actor y dirigente deportivo británico, actual presidente del Port Vale Football Club desde el 3 de febrero de 2024.
Empezó su carrera musical en el grupo Take That. Tras su paso por este grupo, a principios y mediados de los años 1990, se forjó una carrera como solista, siendo «Angels», una balada, la canción que le dio su primer éxito. Su primer álbum fue Life Thru A Lens. Su siguiente álbum, I've Been Expecting You, lanzado en octubre de 1998, contiene el tema "No Regrets", dedicado a sus antiguos compañeros de Take That. Al año siguiente lanza The Ego Has Landed en el mercado estadounidense y poco después grabó Sing When You're Winning, que contenía Rock DJ, éxito en varios países.
En 2001 divulgó el álbum Swing When You're Winning con las recreaciones de éxitos de Frank Sinatra, Dean Martin, Peter Lawford, Sammy Davis Jr incluido el éxito "Something Stupid" grabado a dúo con la australiana Nicole Kidman. Un año después grabó Escapology, su álbum más laureado y número 1 en varios países, que incluye unos de sus temas más conocidos «Feel» y «Come Undone». En 2003 Robbie Williams lanzó Live at Knebworth, grabado en directo donde batió dos Récord Guinness. En 2004, fue incluido en el Salón de la Fama de Música del Reino Unido después de haber sido votado como el artista más grande de la década de 1990.
Al año siguiente reaparece a la escena musical con un recopilatorio, (Greatest Hits). En 2005 presenta Intensive Care, siendo su álbum de estudio más vendido con 7,5 millones de copias en todo el mundo. En 2006 lanza Rudebox. En noviembre de 2009 regresó, tras un largo parón, con Reality Killed The Video Star para volver a liderar en ventas en Europa. Un año después, en 2010, regresa durante un año a Take That, lo cual crea una gran expectación.
Las ventas del artista en todo el mundo alcanzan los 80 millones de álbumes, lo que le sitúa entre los artistas más vendidos en todo el mundo, y unos 15 millones de sencillos. Cuenta con varios galardones, entre ellos 18 premios Brit, 2 Premios Grammy, 3 Ivor Novello, 5 MTV Europe Music Awards, 3 Récord Guiness, entre otros.

## Biografía
Robert Peter Williams, hijo de Pete y Theresa Janette Williams, nació el 13 de febrero de 1974 en la Maternidad del Hospital North Staffordshire en Newcastle-under-Lyme, Staffordshire, al oeste de Inglaterra. Tiene una medio hermana mayor producto de un matrimonio anterior de su madre, llamada Sally. Su primer hogar estaba situado muy cerca del estadio de fútbol del equipo de Port Vale FC, del cual se declara fanático seguidor. Su padre, Pete Conway, es un conocido actor de comedia, y su madre, Teresa Jeanette Williams, es propietaria de varios pubs. Robbie vivió en el pub Red Lion atendido por sus padres, en Moorland Road, Burslem, Stoke-on-Trent hasta los tres años. Cuando sus padres se separaron en 1977, Robbie se mudó junto con su madre Jan y su hermana mayor Sally a Greenbank Road cerca de Tunstall.
El 7 de agosto de 2010 contrajo matrimonio con su prometida Ayda Field en su mansión de Los Ángeles luego de cuatro años de noviazgo. Tiempo después Robbie anunció que junto a su esposa esperaban a su primera hija, la cual nació el 18 de septiembre de 2012 en el Hospital Portland y a la que llamaron Theodora Rose 'Teddy' Williams. Desde entonces ha tenido otra hija, Colette; y dos hijos, Charlton y Beau.

### Take That (primer ciclo)
La carrera musical de Robbie Williams inició con el grupo Take That que fue fundado en 1990, con mucho éxito en Reino Unido y más tarde en el resto del mundo con la canción «Back for Good».
Con ocho números 1 en la lista de sencillos más vendidos del Reino Unido, creó un importante número de seguidoras, especialmente adolescentes, además ser el grupo británico que más discos vendió desde Los Beatles. Su popularidad provocó una sucesión de bandas similares en el Reino Unido.
Williams abandonó la banda en 1995, tras varios conflictos internos con los demás miembros (Gary Barlow, Howard Donald, Mark Owen y Jason Orange), hecho que precipitó la desaparición de la misma en 1996.
Después de abandonar Take That, Robbie Williams se sumergió en un estilo de vida lleno de excesos. Tuvo una polémica adicción a las drogas y el alcohol, y su aspecto se deterioró.

### 1996-1997 - "Freedom '96" yLife Thru a Lens
En 1996, tras rehabilitarse, Robbie Williams estaba preparado para iniciar su carrera en solitario. Su primer sencillo, «Freedom '96», fue lanzado en agosto del mismo año y alcanzó el número 2 en el Reino Unido.
En abril de 1997 promocionó el sencillo llamado «Old Before I Die» que también alcanzó el segundo puesto en el Reino Unido, y en septiembre lanzó su primer disco en solitario, Life Thru a Lens.
Pero el sencillo que catapultó a Williams al estrellato fue «Angels», que se publicó en diciembre de 1997. La popularidad de la canción llevó el álbum al Top 10 durante 28 semanas. El estilo tipo balada de la canción rescató la carrera musical de Williams, y es su canción más popular hasta la fecha, aunque nunca llegó al número 1 de sencillos más vendidos del Reino Unido, al quedar en el cuarto puesto.
«Angels» fue proclamada mejor canción de los últimos 25 años por los oyentes de la cadena de radio de la BBC, y recibió un premio especial en la vigesimoquinta edición de los premios Brit. Este tema ha sido versionado por varios artistas, como Patrizio Buanne, Jessica Simpson y Yuridia.

### 1998-I've Been Expecting YouyThe Ego Has Landed
Su segundo álbum, I've Been Expecting You, arrasó en las listas de ventas del Reino Unido. Contaba con los sencillos «Strong», «Millenium», «No Regrets» - dedicado a sus excompañeros de Take That -, y «She's The One» que fue doble sencillo junto con la inédita «It's Only Us» y que fue su segundo número uno en las listas inglesas, tras “Millenium".
En 1999 intentó hacerse un hueco en el mercado americano publicando una recopilación, de sus dos discos anteriores, llamado The Ego Has Landed. El primer sencillo lanzado fue “Millenium" alcanzando el número 72 en los U.S. Billboard Hot 100 y el segundo fue “Angels“ que llegó hasta el 41. El álbum alcanzó la posición 63 y fue certificado disco de oro. Aun así, Williams nunca consiguió convertirse en una estrella en los Estados Unidos. En Canadá a Williams le fue mejor debido a la canción “Millenium", que también fue lanzada en dicho país, llegó al Top 10 (número 9). "Angels" también logró, en menor medida, cierto éxito al entrar en el Top 20. El disco, como en los Estados Unidos, ganó un disco de oro por su ventas, y llegó a estar entre los 20 más vendidos, al conseguir un notable éxito.

### 2000 -Sing When You're Winning
El siguiente álbum de Robbie Williams fue Sing When You're Winning, que se publicó en el año 2000. El álbum contiene el controvertido sencillo “Rock DJ”, que alcanzó el número 1 en las listas de éxitos de Reino Unido, y obtuvo cierto éxito en Estados Unidos.
Hubo cierta polémica por el videoclip de la canción «Rock DJ», en el que aparece Williams en una discoteca rodeado de mujeres. En el vídeo, Williams se desnuda y posteriormente (usando avanzados efectos especiales) arranca su piel y muestra su tejido muscular. El vídeo finaliza con Williams bailando, aunque no queda de él nada más que el esqueleto. Fue prohibido en casi todos los países islámicos y otros con religiones contrarias al videoclip.
El disco también contaba con los sencillos, «Supreme», que recordaba al mitiquísimo «I Will Survive», «Let Love Be Your Energy» y «The Road To Mandalay» que fue doble sencillo junto con la canción «Eternity», que no estaba incluida en el álbum y que se convirtió en su cuarto número 1 en las listas británicas. También invitaría a su amigo Liam Gallagher a una pelea de boxeo en los Brit Awards del 2000. Aquí empezaría la tensión entre estos dos amigos que pasaron a ser enemigos con la pelea.

### 2001 -Swing When You're Winning
En 2001, Robbie lanza al mercado el disco Swing When You're Winning, el cual contaba solo con covers de temas estilo Swing, los cuales fueron dedicados a sus grandes ídolos como Frank Sinatra, Sammy Davis, Jr., etcétera. En este disco además graba el tema «Something Stupid» con la actriz australiana Nicole Kidman.

### 2002-2003 -EscapologyyLive in Knebworth
En 2002, Robbie Williams lanza Escapology, un disco con mucha potencia y sonidos rock como: «Song 3» y «Cursed», con grandes baladas: «Sexed Up» y «Love Somebody». y pasa por el soul como en los casos de «Revolution» (cantada a dúo con la cantante británica Joss Stone) y el sencillo «Something Beautiful». El disco cuenta con los exitosos temas «Feel», y «Come Undone». Sin duda alguna este es el disco más exitoso de Williams, además de llegar al puesto número 1 en casi todos los países europeos e hizo que Williams conquistara, en cierta medida, el mercado asiático y se posicionara como una gran estrella internacional en América Latina. El álbum, tras sus grandes ventas, logró tres récords en el Reino Unido: fue el disco del año (2002), con dos millones de copias vendidas, es actualmente uno de los álbumes más vendidos en la historia del Reino Unido, al ocupar la posición 60, y es el vigesimotercer álbum más vendido de la década.
En el otoño del año 2003, Robbie hace un exitoso concierto en Knebworth. Al efectuar este concierto Robbie logró entrar a los récord Guinness dos veces: una por lograr llenar Knebworth por tres días consecutivos y otra por lograr desarrollar el karaoke más grande del mundo al cantar «Strong». Lo acontecido en este concierto es recopilado en este disco.

### 2004 -Greatest Hits
En el año 2004, Robbie Williams lanza al mercado su disco de grandes éxitos, el cual contiene lo mejor de sus siete primeros años de carrera como solista. El disco incluye dos temas «Radio» y «Misunderstood». El disco debutó en el número 1 en Reino Unido, Alemania, Austria, Portugal, Nueva Zelanda e Italia, y logra arrasar en ventas en todo el mundo. El álbum ocupa el puesto 61 como el álbum más vendido en la historia en el Reino Unido y vendió más de ocho millones de copias en todo el mundo.

### 2005 -Intensive Care
En 2005, Robbie Williams estuvo en Live 8 y lanzó Intensive Care quizás uno de sus discos más valorados. Su primer sencillo, «Tripping», número 1 en seis países, mostró un guiño de Williams a la música reggae con un polémico videoclip. A finales de 2005 promocionó su siguiente sencillo, «Advertising Space», dedicada a Elvis Presley. La canción alcanzó el Top 10 en casi toda Europa, incluido el número 8 en el Reino Unido. Su tercer «Sin Sin Sin», no alcanzó las expectativas de Williams tras permanecer solamente durante tres semanas en las listas británicas (número 22), pero mantuvo las altas ventas del disco Intensive Care en Europa.
En general el álbum tuvo una buena acogida por parte del público y críticos, al ser el tercer álbum más vendido del año en el Reino Unido
(con 1.500.000 de copias y certificado cinco discos de platino) y el disco de estudio más vendido de Williams (con más 7.500.000 de copias en todo el mundo).

### 2006-2007 - Close Encounters Tour yRudebox

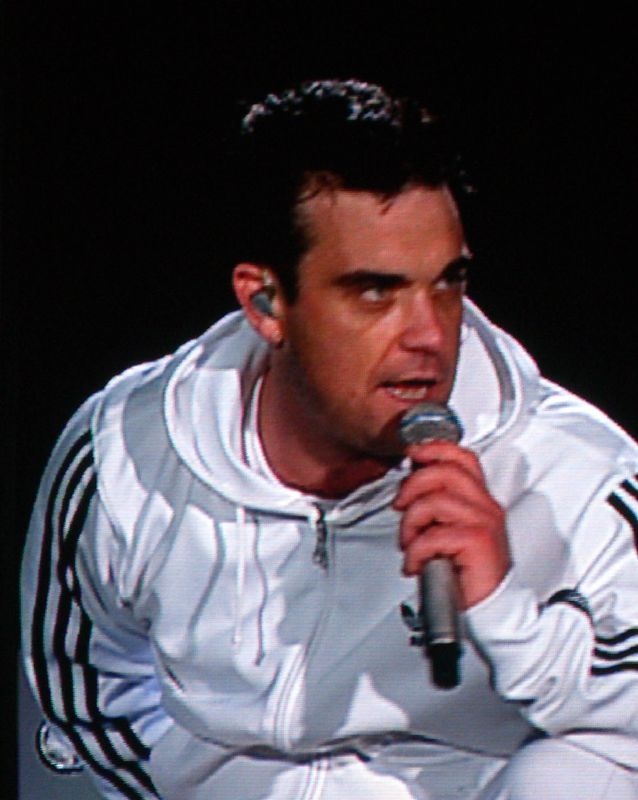
Robbie Williams durante un concierto en Viena, agosto de 2006.

Tras promocionar durante el final de 2005 su disco Intensive Care, Williams se embarcaba en su nuevo tour mundial llamado "Close Encounters Tour". Este tour, sin duda, constituyó una de las giras más conocidas y exitosas de Robbie Williams, ya que consiguió el Récords Guinness, al vender 1,6 millones de entradas en un solo día.
Más tarde, en medio de su gira, lanza su nuevo disco, Rudebox, así como un nuevo sencillo «Rudebox».
El disco debutó en el número 1 en el Reino Unido, y su sencillo homónimo debutó en el número 4. El disco recibió muy mala crítica por parte de la prensa y tabloides británicos; aun así, vendió cuatro millones de copias y extendió su popularidad en América Latina. Sus sencillos fueron «Rudebox», «Lovelight», «She's Madonna» y «We're The Pet Shop Boys (Close My Eyes)».
En febrero de 2007, con 33 años de edad, Williams ingresó voluntariamente en una clínica de desintoxicación para tratar su adicción al consumo de fármacos.

### 2007-2009 - Dos años de descanso
Luego de declarar lo siguiente: "Llevo trabajando en este negocio desde los 16 años, y eso te acaba pasando factura. Simplemente, necesito un descanso", Robbie, se dedicó a la investigación y estudio de ovnis y fenómenos extraterrestres, un tema que le ha interesado desde temprana edad. Entre algunas de las acciones llevadas a cabo durante ese momento, estuvo en contacto con un joven londinense que aseguró haber sido abducido por extraterrestres, además de haber conversado con diferentes especialistas en el tema. También, junto al periodista Jon Ronson, emprendieron viaje a un congreso sobre ovnis celebrado en Laughlin, Nevada. A este último le confesó que pasó mucho tiempo en su mansión de Los Ángeles indagando y adquiriendo conocimientos acerca de este tema, y que sentía la necesidad de hablar con las personas que vivieron tales experiencias.
En el programa australiano 60 Minutes, el cantante describió: "De verdad, vi uno volando justo encima de mi cabeza. Estaba tan cerca, que podría haberle golpeado con una pelota de tenis. Y no es la primera vez que estoy presente en medio de una situación extraña o inexplicable. He vivido ciertos fenómenos que no puedo comprender". Robbie tiene una breve aparición en el documental "Hunt For The Skinwalker" donde vuelve a nombrar esta experiencia.
A finales de enero de 2009, el cantante anunció que se mudaba a Inglaterra, donde adquirió una lujosa mansión en Wiltshire. Curiosamente, la zona es conocida por sus numerosos avistamientos de ovnis.
Respecto a lo que tiene que ver con su carrera musical, en las navidades de 2007 y, a modo de adelanto, Williams colgó en su página web Break America y In And Out Of Love, dos B-Sides del material en el que estaba trabajando.
En enero de 2009, Sally, la hermana de Robbie, reveló que Williams está dando los últimos retoques al álbum y dijo que será su mejor disco hasta la fecha y que es muy buen pop. Está inspirado por su vida y sus relaciones sentimentales, además está deseando volver a Inglaterra.
En febrero se confirmó que Williams ha escrito sus canciones con Guy Chambers y Mark Ronson. El portavoz del cantante, Tim Clark, dijo que el artista está planeando comenzar las sesiones de grabación en marzo y que el nuevo disco saldría a la venta en el otoño de 2009. Este será, probablemente, el último álbum de Williams en la discográfica EMI.

### 2009 -Reality Killed The Video Star
El ansiado disco se tituló Reality Killed The Video Star y fue producido por el prestigioso productor Trevor Horn. Lanzado al mercado el 9 de noviembre de 2009 supuso el regreso del cantante después de tres años de ausencia. El álbum tuvo muy buena crítica; aun así, es el primer álbum (de estudio) de Williams que no alcanza el número 1 en el Reino Unido (número 2), aunque el disco fue número 1 en seis países y alcanzó el Top 10 en otros 16.
Sin embargo es considerado por muchos críticos como el regreso a la cima del cantante y su consagración definitiva como el nuevo príncipe del pop, superando a su más cercano rival Justin Timberlake. Robbie Williams, a partir de este disco que supuso la recuperación de su corona tambaleante después de Rudebox, ha logrado ganarse una reputación de cantante serio e influyente, es visto por algunos desde entonces como el nuevo príncipe del pop. 
El primer sencillo "Bodies" fue publicado el 12 de octubre de 2009, y fue número 1 en Europa a la misma semana de su publicación. El 7 de diciembre de 2009 salió al mercado su segundo sencillo, "You Know Me", que alcanzó el Top 10 en Reino Unido (número 6). A principios de 2010, Robbie Williams anunció que promocionaría un nuevo sencillo, "Morning Sun", que empezó a sonar en la radio el 15 de marzo. Pero este sencillo supuso un récord negativo para Williams en el Reino Unido, ya que es su primer sencillo que no alcanza el Top 40 de los UK Singles Chart al quedar en el puesto 45, y haber sido sin duda el peor sencillo lanzado en el Reino Unido por Williams (debido, tal vez, a que el sencillo salió en formato digital y no en formato CD). Aunque, sorprendentemente, "Morning Sun" fue un gran éxito en Islandia, donde llegó a ocupar el número 4 y permaneció durante varias semanas entre las diez más escuchadas.

### 2010-2011 -The Greatest Hits 1990-2010In And Out Of Consciousnessy regreso a Take That
El 7 de junio de 2010, Williams anunció por su web oficial que publicaría un nuevo disco recopilatorio a principios de octubre que se tituló The Greatest Hits 1990-2010 In And Out Of Consciousness que supuso su primer número desde Rudebox (2006). El disco está formado por 39 canciones que repasan sus 20 años de carrera musical e incluye un dueto con su compañero de Take That, Gary Barlow. La canción se llama "Shame" y fue lanzada como sencillo el 4 de octubre. En este disco también se incluyó una canción coescrita con Barlow llamada "Heart And I".

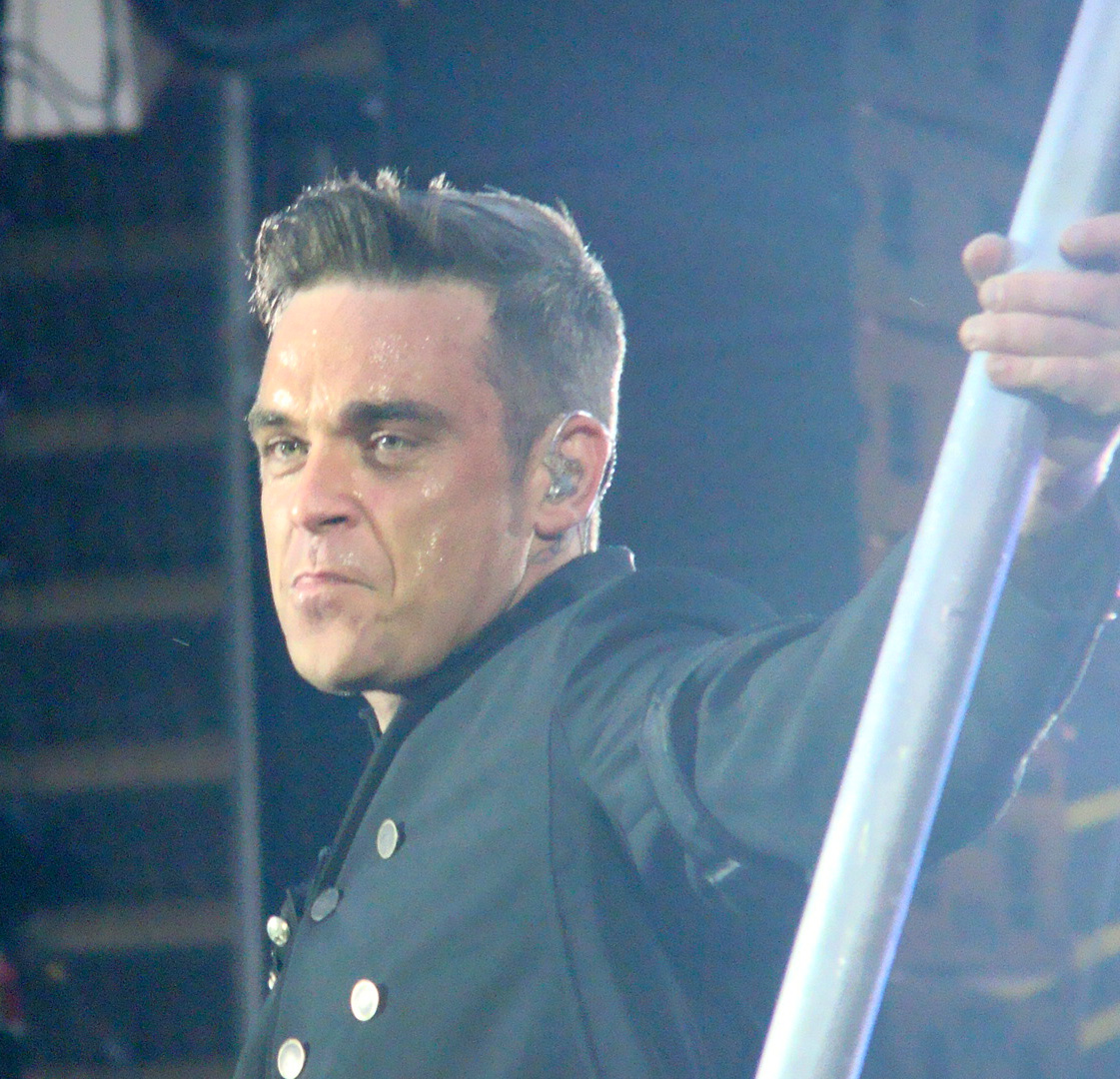
Robbie Williams actuando en el Progress Tour (mayo de 2011).

Mes y medio después, el 15 de julio de 2010, tras años de rumores, Robbie anunció que regresaba a su antigua banda, Take That, 15 años después de su salida. En ese regreso la banda lanzó un disco en noviembre del 2010 llamado Progress, número 1 en Europa y Reino Unido, y realizó una exitosa gira por Europa en el verano (boreal) de 2011, para romper récords de ventas ante la esperada vuelta de Williams al grupo.
El 7 de agosto de 2010 contrajo matrimonio con su prometida Ayda Field en su mansión de Los Ángeles.

### 2012-2014 -Take the CrownySwings Both Ways

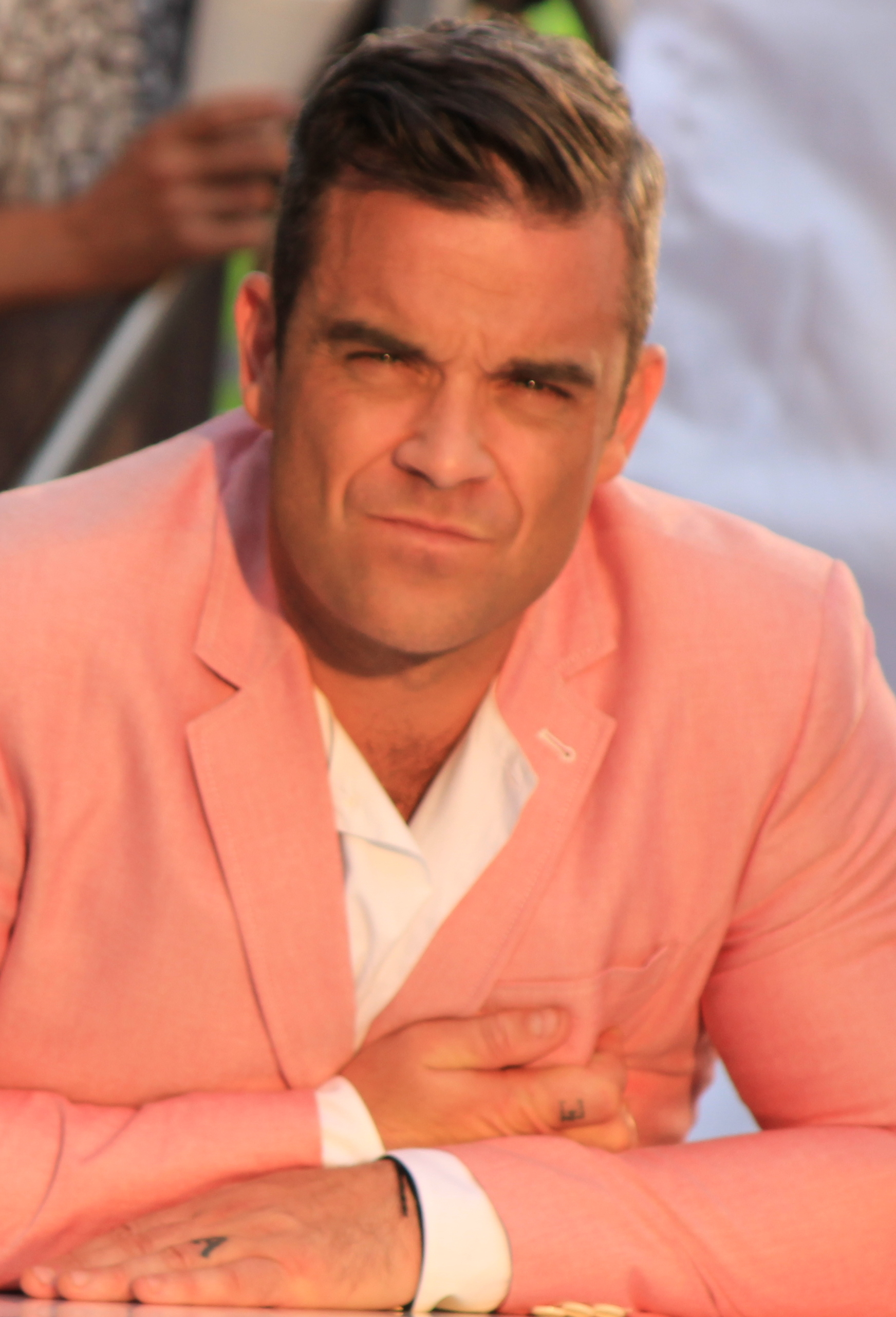
Robbie Williams en la filmación del vídeo musical de Candy

Tras finalizar el tour, Williams volvió a centrarse en su carrera en solitario, aunque como él dice, le gustaría volver a colaborar con el grupo en el futuro.
Al acabar su contrato con EMI, Williams fichó por el sello americano Universal Music Group y también anunció que su próximo disco vería la luz en el otoño del 2012.
En septiembre de 2012, Williams anunció para el 5 de noviembre la salida de su nuevo disco llamado Take the Crown.
El 10 de septiembre de 2012 presentó en la BBC Radio 2, el primer sencillo de este disco, Candy, y al día siguiente estrenó el videoclip en su página web.
La canción se transformó en su octavo número 1 en el Reino Unido, y es su sencillo más vendido en el país después de Angels. El álbum también llegó a lo más alto en su país natal, al ser su primer álbum de estudio después de seis años en lograrlo. Sus siguientes sencillos, Different y Be a Boy, no consiguieron gran repercusión en las listas musicales, pero los fanes del cantante las valoraron positivamente.
El 14 de junio de 2013 dio inicio al Take the Crown Stadium Tour, durante el cual recorrió varias ciudades del Reino Unido y de otros países de Europa tras un parón de seis años de los escenarios, sin considerar su gira con Take That. Para la gira contó con la participación del cantante Olly Murs y con él interpretó su dueto con Kylie Minogue, Kids.
El 15 de octubre de 2013, tras el notable éxito de Take the Crown, y haber finalizado su tour europeo, Robbie Williams confirma su noveno álbum de estudio en solitario, Swings Both Ways, con participaciones de Kelly Clarkson, Olly Murs, Michael Bublé, Lily Allen y Rufus Wainwright. En este disco vuelve a sumergirse en el swing, como en su álbum del 2001, Swing When You're Winning, pero esta vez añade canciones de su propia autoría junto a su exproductor Guy Chambers.
Con excelentes críticas y una gran promoción, el disco se situó en el número 1 durante tres semanas en el Reino Unido, e hizo que Williams lograse su undécimo número 1 en tierras británicas, para igualar a Elvis Presley, y lograr también el Top 10 en otros cuatro países. Todo eso contribuyó para que Williams obtuviera, por cuarta vez, tener el disco más en vendido en las navidades en el Reino Unido. En 2014 hizo un tour por Europa, Oceanía y Asia con soporte en este disco y con las canciones de Swing When You're Winning, además de interpretar algunos de sus éxitos pop.
El 7 de octubre de 2014 Robbie Williams colabora en el nuevo éxito de Avicii The Days, lo que constituyó la quinta colaboración del británico.

### 2016-presente -Heavy Entertainment Show
En mayo de 2016 se anunció que Robbie Williams había firmado un contrato de grabación con Sony Music. Robbie Williams dijo en un comunicado: "Sony me inspiró, me siento inspirado, estoy más preparado de lo que nunca he estado, y totalmente convencido de que estoy en el lugar correcto, espero con ansias trabajar en este disco, que es un álbum del cual me siento inmensamente orgulloso, en esta emocionante nueva asociación con Sony Music". Se informó también que Williams ha estado trabajando con su varias veces colaborador, Guy Chambers, en su décimo álbum de estudio, Heavy Entertainment Show, que fue lanzado el 4 de noviembre de 2016.
El jueves 14 de junio de 2018, durante la ceremonia inaugural del XXI Campeonato Mundial de Fútbol de la FIFA Rusia 2018, en el Estadio Luzhniki de Moscú, interpretó fragmentos de varios de sus éxitos.
En 2019 volvió a retar a Liam Gallagher a una pelea de boxeo, pero meses después harían las paces tras unas emotivas palabras de Liam.
El 3 de febrero de 2024 fue nombrado presidente del Port Vale Football Club.
En 2024 se estrenó una película semibiográfica sobre Robbie Williams, titulada Better Man, en la que es retratado con CGI como un chimpancé.
El 29 de enero de 2025 se anunció que colaboraría con la FIFA en calidad de embajador de la música, trabajando con el órgano rector del fútbol mundial en varios proyectos, incluyendo la interpretación de la canción oficial de la Copa Mundial de Clubes de la FIFA 2025.

## Discografía
- 1997: Life Thru a Lens
- 1998: I've Been Expecting You
- 2000: Sing When You're Winning
- 2001: Swing When You're Winning
- 2002: Escapology
- 2005: Intensive Care
- 2006: Rudebox
- 2009: Reality Killed The Video Star
- 2012: Take the Crown
- 2013: Swings Both Ways
- 2014: Under The Radar, Vol. 1
- 2016: The Heavy Entertaintment Show
- 2017: Under The Radar, Vol. 2
- 2019: Under The Radar, Vol. 3
- 2019: The Christmas Present
- 2022: XXV
- 2025: BRITPOP

## Estilo musical
A lo largo de los años, Williams ha pasado por una gran cantidad de géneros musicales. A los inicios de su carrera ha empezado con el Britpop, en donde se pueden apreciar canciones como "Old Before I Die", "Life Thru a Lens", "Strong", entre otras. A la vez, tocó canciones de Rock Alternativo, y hasta en "Escapology" se puede apreciar dicho género. Del Rock Alternativo se pueden destacar canciones como "Cursed", "Song 3", "John's Gay", "South of the Border*, "Karma Killer", "Making Plans for Nigel", etcétera.
Pero a lo largo de toda su carrera, el género más frecuente que se puede apreciar en sus canciones es el Pop Rock. No obstante, en este siglo se pueden destacar diferentes subgéneros, por ejemplo el Synthpop (canciones como "Sin Sin Sin", "Don't Stop Talking" y "Run it Wild"), Soft Rock e inclusive Dance y Hip Hop (géneros muy notorios en Rudebox).
Ha llegado a tocar Swing en sus álbumes Swing When You're Winning y Swings Both Ways, en los que hizo versiones de Frank Sinatra y Dean Martin, o inclusive al interpretar canciones que él mismo escribió.
Actualmente sigue tocando Pop Rock. En algunas canciones se reconoce el género Pop Moderno con su característico sonido comercial. En resumen, Williams es un artista pop muy completo, puede tocar géneros muy fuertes al estilo rock, pasando por el Swing hasta cantar canciones Dance o Hip Hop.